# Cabo Beata
Cabo Beata är en udde i Dominikanska republiken.   Den ligger i provinsen Pedernales, i den sydvästra delen av landet, 180 km sydväst om huvudstaden Santo Domingo.
Terrängen inåt land är platt. Havet är nära Cabo Beata söderut.  Det finns inga samhällen i närheten. 